# Nguyễn Cao Kỳ
Nguyễn Cao Kỳ, né le 8 septembre 1930 à Sontay et mort le 23 juillet 2011 à Kuala Lumpur, est un militaire et homme politique vietnamien, premier ministre de la République du Viêt Nam (Sud Viêt Nam) de 1965 à 1967.

## Biographie
Il sert initialement dans l'Armée nationale vietnamienne. Il atteint le grade de lieutenant et suit une formation de pilote au Maroc. En 1954, après la défaite française dans la guerre d'Indochine il fuit au Sud et s'engage dans la force aérienne. Il sert alors comme chef de la force aérienne vietnamienne dans les années 1960 après avoir participé au coup d'État ayant déposé Ngô Đình Diệm, avant de devenir Premier ministre de 1965 à 1967. Puis, jusqu'à son retrait de la vie politique du pays en 1971, il sert comme vice-président sous le régime de Nguyễn Văn Thiệu. Il est connu pour la répression sanglante du soulèvement bouddhiste (26 mars-8 juin 1966).
À la suite de la chute de Saigon en 1975, il s'exile aux États-Unis à bord du USS Blue Ridge et s'installe à Westminster en Californie où il ouvre un magasin de vins et spiritueux. Il retourne au Viêt Nam en 2004, devenant ainsi le premier ex-dirigeant sud-vietnamien à rentrer au pays après la réunification, appelant à une réconciliation et faisant campagne pour l'augmentation des investissements étrangers ce qui lui a valu des critiques de la part de groupes anti-communistes et de la diaspora vietnamienne aux États-Unis.

## Œuvres
- (en) How We Lost the Vietnam War
- (en) Buddha's Child: My Fight to Save Vietnam